# Andrea Pasqualon
Andrea Pasqualon (Bassano del Grappa, província de Vicenza, 2 de gener de 1988) és un ciclista italià, professional des del 2010 i actualment a l'equip Bahrain Victorious. Del seu palmarès destaquen la Coppa Sabatini i la Volta a Luxemburg.

## Palmarès
- 2010
  - 1r al Trofeu Banca Popolare di Vicenza
  - 1r al Giro del Casentino
- 2013
  - Vencedor d'una etapa al Tour del Llemosí
- 2014
  - 1r al Gran Premi Südkärnten
  - Vencedor d'una etapa a la Volta a Colòmbia
- 2015
  - Vencedor d'una etapa als Boucles de la Mayenne
  - Vencedor d'una etapa a la Volta a l'Alta Àustria
- 2017
  - 1r a la Coppa Sabatini
- 2018
  - 1r al Gran Premi de Plumelec-Morbihan
  - 1r a la Volta a Luxemburg i vencedor de 2 etapes
- 2019
  - Vencedor d'una etapa al Tour de Poitou-Charentes
- 2022
  - 1r al Circuit de Valònia

### Resultats al Tour de França
- 2017. 137è de la classificació general
- 2018. 95è de la classificació general
- 2019. 88è de la classificació general
- 2022. 51è de la classificació general

### Resultats al Giro d'Itàlia
- 2021. 72è de la classificació general
- 2023. 65è de la classificació general